# Eladio y Los Seres Queridos
Eladio y Los Seres Queridos es una banda de indie pop de Vigo (España). Surgida en torno al compositor Eladio Santos y que actualmente está compuesta por Eladio Santos (voz y guitarra), David Outumuro (batería), Oscar Durán "Uka"(bajo) y Adrian Blanco (sintetizadores y piano).

## Historia
En 2005 que comienzan su andadura como trio, con piano (Manuel Santamaría) y bajo (Pablo Muñiz) graban en 2006 con Juan de Dios "Esto que tienes delante", más tarde se une Marcos Vazquez a las presentaciones en 2007 tocando en festivales como Monkey Week, Cultura Quente, y teloneando a grupos como Deluxe, Amaral o Vetusta Morla.
A partir de 2009 la formación se reduce a tres integrantes, quedando Marcos, Eladio y Uka como «núcleo duro» del proyecto. Con esta formación realizan una extensa gira por toda España,  y es al final de esa gira cuando comienza la grabación de su segundo disco, con los estudios Sonobox en Madrid como productores e incorporando un batería a su directo. Inicialmente José Manuel García toca con ellos durante un verano, incluyendo conciertos en el Festival Vigotransforma, o teloneando a Ben Harper. A finales de 2010 se incorpora definitivamente David Outumuro.
Con esta formación de cuarteto, e incluyendo a Ovidio López (guitarrista del disco en estudio) cuando la agenda de éste se lo permite, presentan el disco en numerosos festivales y ciudades durante 2011, 2012 y 2013, iniciando una gira que les lleva al Primavera Sound, Ebrovisión, Sonorama, Portamérica, Monkey Week, Día de la Música y más de cincuenta ciudades españolas.
En 2014 graban su tercer LP, volviendo a contar con los mismos productores que en su segundo disco "Están Ustedes Unidos", Manuel Colmenro y Javier Carretero, de los estudios Sonobox. El disco se llama "Orden Invisible" y representa un paso más hacia un sonido propio y con personalidad. Los arreglos vuelven a ser de gran factura y cuentan con la Orquesta de Saxos de Conservatorio de Redondela entre otros muchos colaboradores. El álbum se publica en octubre de 2014, dando comienzo a la gira de presentación.
En 2016 editan su disco CANTARES, siendo una recopilación de versiones en gallego de grandes éxitos tradicionaes y revisiones de música gallega. Destacan versiones de Andrés do Barro, Emilio Cao...

## Discografía
- Esto que tienes delante (2007). Grabaciones en el mar.

- Están ustedes unidos (2011). Esmerarte.

- Orden Invisible (2014). Esmerarte.

- Cantares (2016). Autoeditado.

- Historias Caza (2017). Autoeditado.

- Academia (2020).
- B.S.O. 2005-2025 (2025) Esmerarte